# كارلتون دبليو. أنغيل
كارلتون دبليو. أنغيل (بالإنجليزية: Carleton W. Angell)‏ هو نحات أمريكي، ولد في 26 فبراير 1887 في بلدينغ في الولايات المتحدة، وتوفي في 1 يونيو 1962 في آن آربر في الولايات المتحدة.